# Alexandre José da Silveira
Alexandre José da Silveira, primeiro e único barão de Itaberava (? — São João del-Rei, 14 de junho de 1880) foi um político brasileiro. Era comendador superior da Guarda Nacional e em várias ocasiões foi membro da Assembleia Provincial de Minas Gerais. Também era comendador da Imperial Ordem de Cristo. Recebeu o baronato por decreto de 1 de dezembro de 1854.